# Cavallirio
Cavallirio – miejscowość i gmina we Włoszech, w regionie Piemont, w prowincji Novara.
Według danych na rok 2004 gminę zamieszkiwało 1212 osób, 151,5 os./km².